# Caranx papuensis
Caranx papuensis es una especie de peces de la familia Carangidae en el orden de los Perciformes.

## Morfología
Los machos pueden llegar alcanzar los 88 cm de longitud total y los 6.400 g de peso.

## Distribución geográfica
Se encuentra desde las  costas de Zanzíbar y Sudáfrica hasta las Islas Carolinas, las Islas Marquesas, las Ryukyu y Australia.